# Jane Ellen Usher
Jane Ellen Usher (sinh ngày 5 tháng 9 năm 1917) là một Belizean, là Giám đốc điều hành dài nhất trong cả nước. Trước đây bà đã phục vụ trong Đảng Nhân dân với tư cách là thành viên Nội các của Y tế và Hợp tác xã, Chủ tịch Thượng viện, và là thành viên của Hạ viện. Bà gia nhập Công đoàn tín dụng Holy Redeemer với tư cách thư ký, trở thành thủ quỹ và là Giám đốc điều hành từ năm 1956. Usher là chị gái của "cha đẻ Belize", George Cadle Price. Bà đã giành được cả hai giải thưởng dịch vụ xuất sắc từ Hiệp hội hợp tác xã tín dụng Jamaica và giải thưởng Golden Eagle từ Liên đoàn tín dụng Belize cho dịch vụ của mình cho phong trào công đoàn tín dụng.

## Tiểu sử
Jane Ellen Price sinh năm 1917, tại Thành phố Belize, Honduras của Anh với William Cadle Price và Irene Cecelia Escalante. Bà là một trong mười một đứa trẻ bao gồm Samuel William Price, John Cecil Price, Anna Cecilia Price, George Cadle Price, Lydia Mary Waight, Alice Margaret Craig, Josephine Delia Balderamos, Irene Elizabeth Canton, Katharine Louise Price và Judy Sybil Price..
Vào ngày 3 tháng 1 năm 1942, bà kết hôn với Henry Charles Usher và vào năm 1944, khi Hội tín dụng Holy Redeemer được thành lập, bà bắt đầu làm việc ở đó với tư cách thư ký. Trong những năm 1950, bà đã giúp tạo ra luật để tạo ra một liên đoàn tín dụng. Hiệp hội tín dụng Honduras của Anh được chính thức thành lập vào ngày 15 tháng 6 năm 1956 theo luật mới và Usher được bổ nhiệm làm Tổng giám đốc và được bầu làm vị trí thư ký / thủ quỹ, một vị trí mà bà đã nắm giữ từ đó. Năm 2001, Usher được vinh danh với giải thưởng Golden Eagle từ Liên đoàn tín dụng Belize cho dịch vụ xuất sắc cho Phong trào tín dụng Union. Cùng năm đó, bà cũng được Sở Kinh doanh Belize vinh danh vì những đóng góp của bà cho sự phát triển của phụ nữ trong kinh doanh ở Belize. Vào năm 2012, bà đã nhận được Giải thưởng Dịch vụ Xuất sắc từ Liên minh Tín dụng Hợp tác xã Jamaica..
 Usher từng là Bộ trưởng Bộ Y tế và Hợp tác xã PUP từ 1979 đến 1984. Từ năm 1984 đến năm 1989, bà là thành viên của phe đối lập tại Hạ viện. Sau đó, từ ngày 15 tháng 9 năm 1989 đến ngày 1 tháng 6 năm 1993, Usher là chủ tịch của Thượng viện. Usher trở thành giám đốc danh dự của Liên đoàn tín dụng cứu chuộc thánh vào năm 2012. Vào năm 2013, Usher được trao bằng tiến sĩ danh dự của Đại học Galen vì đã phục vụ lâu dài cho công dân Belize. Bà đã bước sang tuổi 100 vào tháng 9 năm 2017.